# Östra Ållojaure
Östra Ållojaure är en sjö i Jokkmokks kommun i Lappland och ingår i Luleälvens huvudavrinningsområde. Sjön har en area på 1,02 kvadratkilometer och ligger 275 meter över havet. Sjön avvattnas av vattendraget Stormyrbäcken.

## Delavrinningsområde
Östra Ållojaure ingår i det delavrinningsområde (740038-168332) som SMHI kallar för Utloppet av Östra Ållojaure. Medelhöjden är 310 meter över havet och ytan är 11,53 kvadratkilometer. Det finns ett avrinningsområde uppströms, och räknas det in blir den ackumulerade arean 35,1 kvadratkilometer. Stormyrbäcken som avvattnar avrinningsområdet har biflödesordning 3, vilket innebär att vattnet flödar genom totalt 3 vattendrag innan det når havet efter 191 kilometer. Avrinningsområdet består mestadels av skog (57 procent) och sankmarker (29 procent). Avrinningsområdet har 1,02 kvadratkilometer vattenytor vilket ger det en sjöprocent på 8,9 procent.